# Lưu Kỹ
Lưu Kỹ (chữ Hán: 刘锜, ? – 1162), tên tự là Tín Thúc, là tướng lĩnh nhà Nam Tống. Ông là danh tướng của chiến thắng Thuận Xương, có cùng tên thụy Vũ Mục với Nhạc Phi.

## Khởi đầu binh nghiệp
Lưu Kỹ là người Đức Thuận quân , dòng dõi nhà tướng; ông là con trai thứ 9 và con trai út của Hỗ Xuyên quân Tiết độ sứ Lưu Trọng Vũ . Kỹ có vẻ ngoài đẹp đẽ, tiếng vang như chuông, còn giỏi bắn cung. Vào lúc theo cha chinh chiến, nha môn có hộc nước đầy, Kỹ bắn trúng nó, rồi nhổ tên thì nước chảy ra, tiếp đó lại bắn tên vào đúng chỗ thủng ấy, khiến nước ngừng chảy, nên được mọi người khâm phục là giỏi. Cuối đời Bắc Tống, Kỹ nhờ Cao Cầu tiến cử, được đặc thụ Các môn chi hậu.
Tống Cao Tông lên ngôi, lục dụng hậu duệ của Lưu Trọng Vũ, nên Kỹ được triệu kiến; Cao Tông lấy làm kỳ, cho ông đặc thụ Các môn tuyên tán xá nhân, sai Tri Dân Châu , làm Lũng Hữu đô hộ. Kỹ nhiều lần đánh bại Tây Hạ, trẻ con người Hạ khóc, liền bị dọa rằng: "Lưu đô hộ đến!" 
Trương Tuấn (tự Đức Viễn) làm Tuyên phủ Thiểm Tây, vừa gặp đã cho rằng Kỹ là kỳ tài, lấy ông làm Kính Nguyên kinh lược sứ kiêm Tri Vị Châu . Kỹ được nắm 1 trong 5 lộ binh mã nhận lệnh của Trương Tuấn hội họp ở Phú Bình. Trận này Kỹ tự soái tướng sĩ xông vào trận địch, giết được rất nhiều, nhưng Triệu Triết bỏ chạy khiến toàn quân đại bại. Sau đó, tướng Tống là Mộ Dung Vị chiếm cứ Khánh Dương  làm phản, tấn công Hoàn Châu . Tuấn mệnh cho Kỹ cứu Hoàn Châu, ông bèn để lại biệt tướng giữ Vị Châu, tự mình lên đường. Giữa đường, Kỹ nghe tin quân Kim tấn công Vị Châu, bèn để lại Lý Ngạn Kỳ ngăn chặn Mộ Dung Vị, tự mình đem quân tinh nhuệ quay về cứu Vị Châu, nhưng không kịp. Kỹ tiến lui hết lối, bèn chạy về Đức Thuận quân. Lý Ngạn Kỳ cũng trốn về Vị Châu, rồi đầu hàng quân Kim. Vì vậy Kỹ chịu biếm trật làm Tri Miên Châu  kiêm Duyên biên An phủ.

## Nắm giữ binh quyền
Năm Thiệu Hưng thứ 3 (1133), Kỹ được phục quan, làm Tuyên phủ tư Thống chế. Quân Kim nhổ được cứ điểm Hòa Thượng Nguyên , Kỹ cùng các tướng Tống chia nhau phòng thủ Thiểm, Thục. Gặp lúc sứ giả từ Thục trở về, khen Kỹ có tiếng tăm. Vì vậy Kỹ được triệu về, trừ quan Đái ngự khí giới , sau đó được làm Giang Đông lộ phó tổng quản.
Năm thứ 6 (1136), Kỹ được làm Quyền Đề cử túc vệ thân quân. Tống Cao Tông trú ở Bình Giang , Binh sĩ của Giải Tiềm, Vương Ngạn xung đột, khiến 2 tướng đều chịu bãi binh quyền, triều đình mệnh cho Kỹ kiêm nắm cả 2 cánh quân của họ. Cánh quân của Vương Ngạn đang có tên là Tiền hộ phó quân, vốn là Bát tự quân nổi tiếng do Trương Sở chiêu mộ, mà Nhạc Phi từng là bộ tướng; cánh quân của Giải Tiềm là Thân quân mã quân. Sau khi thỉnh thị triều đình, Kỹ hợp 2 cánh quân, biên làm tiền, hậu, tả, hữu, trung và du dịch quân, cả thảy 6 quân, mỗi quân ngàn người, có 12 viên tướng chỉ huy; như thế Kỹ bắt đầu được nắm binh quyền. Sau đó, Kỹ hỗ tòng hoàng đế đến Kim Lăng.
Năm thứ 7 (1137), Kỹ được làm Hoài Nam tây lộ Chế trí phó sứ, Lư Châu trí tư;  năm thứ 8 (1138), nhận lệnh đồn trú ở phủ Trấn Giang;  năm thứ 9 (1139), được cất nhắc làm Quả Châu đoàn luyện sứ, Long Thần vệ Tứ Sương đô chỉ huy sứ, Chủ quản thị vệ mã quân tư.

## Chiến thắng Thuận Xương
Năm thứ 10 (1140), Kỹ được sung làm Đông Kinh phó lưu thủ, Tiết chế quân mã. Kỹ đem quân bản bộ theo đường thủy mà đi, còn cách Thuận Xương  300 dặm thì nghe tin quân Kim lại nam xâm. Kỹ cùng tướng tá bỏ thuyền đi bộ, trước tiên chạy vào Thuận Xương.
Ở Thuận Xương, Kỹ nhận tin Đông Kinh thất thủ, bèn khích lệ tướng sĩ, đoàn kết quân dân, tích cực tổ chức kháng chiến. Trong vòng 6 ngày, Kỹ đôn đốc sửa chữa thành trì, sắp đặt chiến cụ, xây dựng công sự, tạm sẵn sàng đón tiếp địch quân. Nhờ chuẩn bị chu đáo và chiến thuật bất ngờ, Kỹ đẩy lùi tiền quân của Hàn Thường và hơn 3 vạn quân của bọn Tam lộ đô thống, Cát vương Hoàn Nhan Tụ , Long Hổ đại vương Đột Hợp Tốc, gây tổn thất nặng nề cho quân Kim. Nhờ công, Kỹ được đặc thụ Đỉnh Châu quan sát sứ, Xu mật Phó đô thừa chỉ, Duyên Hoài chế trí sứ.
Nghe tin thất bại, Đô nguyên soái Ngột Truật của Kim từ Đông Kinh thần tốc đem đại quân đến Thuận Xương. Kỹ lần nữa khích lệ tướng sĩ, thi hành một loạt mưu kế gây suy yếu sức chiến đấu của quân Kim. Dưới thành Thuận Xương, Kỹ điều chưa đến 5,000 binh Tống liều chết chống lại hơn 100,000 binh Kim. Sau 2 ngày giao chiến, quân Kim thương vong hàng vạn người, Ngột Truật buộc phải từ bỏ Thuận Xương, quay về Đông Kinh. Nhờ công, Kỹ được thụ Vũ Thái quân Tiết độ sứ, Thị vệ mã quân Đô ngu hầu, Tri Thuận Xương phủ, Duyên Hoài chế trí sứ.
Trước khi lên đường, Tống Cao Tông ban cho Lưu Kỹ 500 tờ Không danh cáo, để Lưu Kỹ điền tên người có công. Đến nay, Lưu Kỹ tâu rằng mọi người cho rằng không phải triều đình phong thưởng thì không được vinh dự, nên Kỹ đem công trạng trình lên. Phàm là Thống binh quan trở lên lập công, Lưu Kỹ theo ý của triều đình, ban cho họ bát có quai (oản đái); ai có lỗi lầm thì chịu phạt đòn, đuổi xuống làm lính. Trong cuộc tấn công đầu tiên của quân Kim, Du dịch quân Thống lĩnh Điền Thủ Trung, Chánh tướng Lý Trung cậy mạnh thâm nhập, đều giết được vài mươi người rồi chết; Lưu Kỹ ban tuất cho họ rất hậu, còn đem tất cả bạc, lụa cấp cho tướng sĩ, không giữ lại chút gì! 
Tháng 7 ÂL, Kỹ được nhận mệnh làm Hoài Bắc Tuyên phủ phán quan, phó của Dương Nghi Trung, phá quân Kim ở huyện Thái Khang. Chưa được lâu, Tần Cối lệnh cho Dương Nghi Trung đem quân về Trấn Giang, Kỹ về Thái Bình Châu , Nhạc Phi đem quân đến hành tại; kế hoạch thừa thắng bắc phạt của quân Tống đành bỏ qua.

## Chiến thắng Chá Cao
Năm thứ 11 (1141), Ngột Truật lại thêm binh ở Lưỡng Hà, mưu đồ lần nữa nam tiến. Tống Cao Tông biết tin, hiểu rằng nếu không đánh bại quân Kim một trận lớn thì họ không chịu thôi, bèn giáng chiếu hợp đại binh ở Hoài Tây để đợi địch. Quân Kim tấn công 2 châu Lư , Hòa, Kỹ từ Thái Bình vượt Trường Giang, đến Lư Châu, hội họp với Trương Tuấn (tự Bá Anh), Dương Nghi Trung. Nhưng đại quân Kim đã xâm nhập, Kỹ bèn giữ nơi hiểm yếu của Đông Quan  để ngăn địch, rồi đem binh ra Thanh Khê , đánh 2 trận đều thắng. Sau đó Kỹ hành quân đến Chá Cao , cùng người Kim men theo sông Thạch Lương  đối trận. Sông này thông ra Sào Hồ, rộng 2 trượng, Kỹ mệnh cho chất củi xây cầu – lũy, chốc lát là xong, rồi sai mấy đội giáp sĩ giăng ngang cầu mà ngồi. Đúng lúc đó, mấy cánh quân của Dương Nghi Trung, Vương Đức, Điền Sư Trung, Trương Tử Cái đều đến.
Hôm sau, Ngột Truật đem 10 vạn thiết kỵ chia làm 2 cánh, ven đường bày trận. Vương Đức xông vào cánh phải của địch, kéo cung bắn chết 1 viên tướng, thừa thế kêu gọi tấn công, các cánh quân Tống cũng nổi trống hò reo. Người Kim xua 2 cánh Quải Tử Mã tiến lên; Vương Đức dẫn đầu quân Tống chiến đấu dữ dội, Dương Nghi Trung đem vạn binh cầm rìu dài hăng hái đánh giết, khiến quân Kim đại bại. Kỹ cùng bọn Vương Đức đuổi theo, lại đánh bại quân Kim ở Đông Sơn. Quân Kim trông thấy cờ xí của Kỹ thì nói: "Đấy là cờ xí ở Thuận Xương đấy!" rồi lập tức lui chạy.
Kỹ trú quân ở Hòa Châu, nhận chỉ dụ, bèn đem binh vượt sông quay về Thái Bình Châu. Bấy giờ quân Tống có 3 tướng soái: Trương Tuấn, Dương Nghi Trung và Lưu Kỹ, không có mệnh lệnh yêu cầu ai phải chịu tiết chế bởi ai. Nhưng chư tướng phần nhiều nghe theo Trương Tuấn, còn Kỹ nhờ chiến thắng Thuận Xương mà đột ngột cao vời, trở thành đối tượng bị ghen ghét. Trương Tuấn và Dương Nghi Trung đều là tâm phúc của Tống Cao Tông, lại có hiềm khích với Kỹ, nên thưởng công cho chiến thắng Chá Cao, chỉ có quân đội của Kỹ là không có gì.

## Thất bại Hào Châu
Sau vài ngày, mọi người bàn nhau lui quân, thì Hào Châu  cáo cấp. Kỹ cùng Trương Tuấn, Dương Nghi Trung đi cứu viện, đến Hoàng Liên Phụ, cách Hào Châu 60 dặm thì nghe tin thành nam đã thất thủ. Dương Nghi Trung muốn tiến đánh, Kỹ nói với Trương Tuấn rằng: "Vốn muốn cứu Hào, nay Hào đã mất, không bằng lui quân giữ nơi hiểm yếu, thong thả tính kế." Chư tướng nói: "Hay!" Ba soái lập doanh trại theo thế chân vạc, có tin báo quân Kim đã lui, Kỹ lại nói rằng: "Địch chiếm được thành mà lại rút lui, ắt có mưu đấy, nên phòng bị nghiêm ngặt." Trương Tuấn không nghe, mệnh cho Dương Nghi Trung và Vương Đức đem 6 vạn bộ kỵ Thần Dũng đi thẳng đến Hào Châu, quả nhiên gặp mai phục, đại bại trở về.
Khi trời sáng, quân đội của Kỹ đến Ngẫu Đường , thì quân đội của Dương Nghi Trung đã vào Trừ Châu, quân đội của Trương Tuấn đã vào Tuyên Hóa. Binh sĩ của Kỹ đang ăn cơm thì Trương Tuấn đến, nói: "Binh địch đã đến gần, làm sao đây?" Kỹ hỏi: "Binh của Dương tuyên phủ ở đâu?" Tuấn đáp: "Đã thua chạy về rồi!" Kỹ nói: "Không sợ, Kỹ xin lấy bộ tốt ngăn địch, tuyên phủ hãy đợi xem." Bộ hạ của Kỹ hỏi: "Quân đội của hai đại soái đã vượt sông, quân ta sao phải khổ sở một mình chiến đấu?" Kỹ đáp: "Thuận Xương là 1 tòa cô thành, ngay cả trẻ con để trợ giúp cũng không có, tôi nắm binh không đầy 2 vạn, cũng đủ để thủ thắng, huống hồ ngày nay có địa lợi, còn có binh tinh nhuệ!" rồi đặt 3 tầng mai phục để đợi địch. Ít lâu sau Trương Tuấn đến, nói: "Gián điệp nói sằng, nên lấy Thích Phương làm quân bảo vệ phía sau rồi." Việc này khiến cho mâu thuẫn của hai tướng soái thêm sâu dày.
Đêm nọ, binh sĩ của Trương Tuấn phóng hóa tấn công binh sĩ của Kỹ, Kỹ bắt 16 người, bêu đầu trên sóc, còn lại đều thả đi. Kỹ đến gặp Tuấn, Tuấn giận hỏi: "Ta làm Tuyên phủ, mày làm Phán quan, sao dám chém lính của ta?" Kỹ đáp: "Không biết là lính của Tuyên phủ, chỉ chém bọn giặc đến cướp trại mà thôi!" Tuấn nói: "Có bọn lính trở về, nói rằng chưa từng cướp trại." rồi gọi người ra đối chất. Kỹ nghiêm mặt nói: "Kỹ là tướng soái của quốc gia, nếu có tội thì Tuyên phủ báo lên triều đình, sao phải đối chất với tên lính quèn?" rồi vái dài mà lên ngựa ra về. Sau đó, các cánh quân đều rút lui. Trương Tuấn, Dương Nghi Trung về triều, thường nói Nhạc Phi không đến cứu viện, còn Kỹ chiến đấu bất lực nên mới thua quân Kim ở Hào Châu. Tần Cối dựa vào lời ấy, bèn bãi chức Tuyên phủ phán quan, mệnh cho Kỹ làm Tri Kinh Nam phủ . Nhạc Phi xin cho Kỹ tiếp tục nắm binh quyền, triều đình không nghe.
Kỹ giữ Kinh Nam cả thảy 6 năm, quân dân được yên. Tháng 8 ÂL năm thứ 17 (1147), Kỹ xin nghỉ, triều đình cho ông nhận chức nhàn Đề cử Giang Châu Thái Bình quan.

## Thất thủ Hoài Đông
Ngụy Lương Thần nói Kỹ là danh tướng, không nên nhàn rỗi lâu ngày, triều đình bèn mệnh cho Kỹ làm Tri Đàm Châu , gia Thái úy, trở lại nhận chức ở Kinh Nam phủ kiêm quản quân đội . Phía đông huyện Giang Lăng có Hoàng Đàm; trong niên hiệu Kiến Viêm, quan viên phụ trách tháo nước vào Trường Giang để trấn áp giặc cướp, do vậy vào mùa hạ – thu nước dâng, khoảng Kinh, Hành  đều chịu nạn lũ lụt. Kỹ bèn mệnh cho lấp đi, làm ra mấy ngàn mẫu ruộng màu mỡ, lưu dân tự chiếm dụng có đến vài ngàn hộ.
Nhân dịp đầu năm thứ 30 (1160),  Kỹ xin chiêu mộ 6,000 binh, chia làm 2 cánh quân, đặt tên là Kinh Nam phủ trú trát ngự tiền hiệu dụng trung quân và tả quân, lấy cháu mình là Lưu Tỷ làm Trung quân thống chế, Chu Uân Sung làm Tả quân thống chế, triều đình đồng ý. Từ trước, Kỹ xin 30 vạn quan tiền, triều đình đồng ý; đến nay Kỹ xin thêm 40 vạn quan tiền, triều đình không còn tiền, phải tìm các loại ngân phiếu, hóa phiếu có giá trị tương đương giao cho ông.  Vậy là Kỹ được sung chức Kinh Nam phủ trú trát ngự tiền chư quân thống chế. Tháng 10 ÂL, Kỹ được đổi gia quan là Uy Vũ quân Tiết độ sứ, rời Kinh Nam nhận chức Trấn Giang phủ Trú trát ngự tiền chư quân đô thống chế.
Năm thứ 31 (1161), Kim đế Hoàn Nhan Lượng điều 60 vạn quân, tự mình nam chinh; người Tống trông xa vài mươi dặm, thấy đội ngũ của quân Kim kéo dài không dứt như núi bạc vách sắt, khiến trong ngoài triều đình chấn động. Bấy giờ tướng giỏi chẳng còn ai, triều đình bèn lấy Kỹ làm Giang, Hoài, Chiết Tây chế trí sứ, Tiết chế chư lộ quân mã. Tháng 8 ÂL, Kỹ đem binh đồn trú Dương Châu, dựng cờ trống của đại tướng, khí thế rất hùng tráng, ai trông thấy cũng than thở. Bấy giờ Kỹ đang bệnh, không thể cưỡi ngựa, bèn lấy da bọc tre làm kiệu để ngồi. Tháng 9 ÂL, Kỹ rời Dương Châu.
Tháng 10 ÂL, người Kim đóng trại ở Thanh Hà Khẩu , lấy thuyền bọc da thú để chở lương đem đến; Kỹ sai thợ lặn giỏi đục thuyền, khiến người Kim kinh sợ. Trong tháng ấy, Kỹ đưa quân vượt sông Hoài, muốn đón đánh quân Kim.
Trước đó, người Kim bàn bạc lưu lại tinh binh ở Hoài Đông để chế ngự Kỹ, còn đại binh tiến vào Hoài Tây; tướng Tống ở Hoài Tây là Vương Quyền không nghe theo sự chỉ huy của Kỹ, không đánh mà chạy, từ Thanh Hà Khẩu lùi về Dương Châu, rồi đem thuyền chở dân chúng Chân Châu , Dương Châu sang bờ nam Trường Giang, sau đó vất bỏ quân đội ở Qua Châu. Nghe tin dữ, Kỹ từ Sở Châu  lùi quân về Triệu Bá trấn ; quân Kim đánh Chân Châu, Kỹ đưa quân về Dương Châu, tướng giữ thành là Lưu Trạch cho rằng thành không thể giữ, xin lui về Qua Châu . Quân Kim chiếm Dương Châu, Vạn hộ Cao Cảnh Sơn thừa thắng đánh Qua Châu; Kỹ sai Viên Kỳ chặn địch ở Tạo Giác Lâm . Quân Tống rơi vào vòng vây, bọn Viên Kỳ ra sức chiến đấu, lại thêm cánh quân mai phục ở trong rừng dùng nỏ mạnh bắn ra, đánh cho quân Kim đại bại, chém được Cao Cảnh Sơn, bắt sống vài trăm người. Kỹ báo tiệp, được ban 500 lạng vàng, 7 vạn lạng bạc để khao quân.
Trong tháng ấy, Kỹ bệnh trở nặng, xin cởi binh quyền, sai cháu trai Lưu Tỷ đem 1,500 người lấp bến đò Qua Châu, lại lệnh cho Lý Hoành đem 8,000 người cố thủ ở đấy. Triều đình giáng chiếu cho Kỹ chuyên tâm phòng bị Trường Giang, ông bèn quay về Trấn Giang.
Tháng 11 ÂL, quân Kim đánh Qua Châu, Lưu Tỷ lấy Khắc địch cung để bắn lùi địch. Bấy giờ Tri Xu mật viện sự Diệp Nghĩa Vấn được làm Đốc sư Giang, Hoài, đến Trấn Giang, thấy Kỹ bệnh nặng, bèn lấy Lý Hoành tạm quyền nắm quân đội của Kỹ. Diệp Nghĩa Vấn thúc hậu quân Tống ở Trấn Giang vượt sông, mọi người đều nói không thể, nhưng ông ta cưỡng ép phải đi. Lưu Tỷ cố xin ra đánh, Kỹ không nghe, Tỷ bèn vái gia miếu rồi đi. Đại binh Kim áp sát Qua Châu, chia binh ra phía đông để chiếm thượng du, rồi ập về Qua Châu; Diệp Nghĩa Vấn đến bờ sông thì khiếp sợ quay lại, còn Lưu Tỷ bỏ chạy trước, Lý Hoành lấy cớ cô thế cũng bỏ chạy, đánh mất cả ấn Đô thống chế. Quân Tống đại bại, Tả quân thống chế Ngụy Hữu, Hậu quân thống chế Vương Phương đều chết ở trong rừng, khắp mình thương tích, chỉ có Lưu Tỷ, Lý Hoành một mình chạy thoát .

## Cái chết
Tháng 12 ÂL, Tống Cao Tông triệu Kỹ vào cung, cho làm Đề cử Vạn Thọ quan.
Sang năm, Kỹ ngụ cư ở Đô Đình dịch, bệnh tình trở nặng, được Cao Tông ban sắc cho thầy thuốc chữa trị. Sứ giả của Kim sắp đến, lưu thủ Thang Tư Thoái dọn dẹp dịch quán, sai lính áo vàng dụ Kỹ dời sang biệt viện. Kỹ ngờ rằng thất bại của Lưu Tỷ liên lụy đến mình, thường lo sợ triều đình sẽ có mệnh lệnh khác. Ngày Đinh mùi tháng 2 nhuận năm thứ 32 ÂL (25 tháng 2 năm 1162), Kỹ phẫn nộ, nôn ra vài thăng máu mà chết; được tặng Khai phủ nghi đồng tam tư, ban cho gia đình 300 lạng bạc, 300 xấp lụa; về sau được đặt thụy là Vũ Mục.

## Đánh giá
Kỹ tính khẳng khái thâm trầm, có phong độ của nho tướng. Kim đế Hoàn Nhan Lượng nam chinh, hạ lệnh ai dám nhắc tên họ của Kỹ, thì giết không tha. Hoàn Nhan Lượng liệt kê các tướng Tống, hỏi các tướng Kim ai dám chống lại, nhắc đến tên người nào thì cũng có kẻ đáp lại, nhưng đến Kỹ thì không ai lên tiếng. Lượng nói: "Tôi tự chống lại ông ta." Nhưng rốt cục Kỹ trở bệnh nên không thể thành công.
Vào lúc Kỹ đóng quân ở Dương Châu, phát bệnh, được Tống Cao Tông sai trung sứ đem thầy thuốc đến thăm; ông nói: "Kỹ vốn không có bệnh, nhưng tình hình biên thùy như thế này, đến nay vẫn còn chưa quyết đoán dùng binh. Đợi kẻ địch xâm phạm, rồi mới sai Kỹ chống cự, để lỡ mất thời cơ chế ngự địch, làm sao cho tốt đây!? Đây là căn bệnh của Kỹ đấy!" Sau khi trung sứ trở về, Kỹ đưa quân sang bờ bắc, mỗi ngày đi được 1 xá. Bấy giờ Kỹ bệnh ngày càng nặng, không thể ăn gì, húp cháo mà thôi.
Kỹ rút quân từ Dương Châu về Qua Châu, quân Kim thừa thắng đến đánh. Kỹ ở Qua Châu được 4 ngày, không ngày nào không có giao chiến; ông sợ lòng người không yên, bèn sai người đưa vợ con từ Trấn Giang đến ở với mình, cho đến khi ông không thể gượng bệnh thêm nữa, đành quay về Trấn Giang.
Trong khi các cánh quân vượt sông sang bờ bắc, Kỹ ôm bệnh ở lại Trấn Giang, sai người cầm cờ vàng, trắng ở trên núi cao để ngóng nhìn, dạy rằng: "Giặc đến thì vẫy cờ trắng, giao chiến thì vẫy 2 cờ, thắng thì vẫy cờ vàng." Hôm ấy 2 cờ cùng vẫy, hồi lâu, Kỹ nói: "Cờ vàng không vẫy, quân ta thua rồi." Kỹ buồn giận, bệnh càng nặng. Đô đốc phủ Tham tán quân sự Ngu Doãn Văn từ Thái Thạch quay về, đốc thủy quân giao chiến với người Kim. Ngu Doãn Văn đi qua Trấn Giang, ghé vào thăm Kỹ. Kỹ cầm tay Doãn Văn mà nói rằng: "Thăm bệnh làm gì. Triều đình nuôi binh 30 năm, có mỗi mình Kỹ nên không làm được gì, còn đại công nhờ vào một nho sanh, bọn ta thẹn chết rồi!" 
Sử cũ đánh giá Kỹ là 1 trong 4 danh tướng của nhà Nam Tống, tên tuổi ngang hàng với Trương Tuấn, Hàn Thế Trung, Nhạc Phi, được người đời gọi là "Trương, Hàn, Lưu, Nhạc".

## Dị sự
Đời truyền Kỹ tinh thông thuật âm dương, nên trong lúc hành quân có thể tránh vạ được phúc. Kỹ ở Dương Châu, mệnh cho đốt sạch nhà cửa ngoài thành, dùng đá vôi bôi trắng tường thành, trên đó viết mấy chữ: "Hoàn Nhan Lượng chết ở đây." Vua Kim tính đa nghi, trông thấy thì ghét lắm, bèn đóng trại ở Quy Sơn. Sau đó Lượng quả nhiên chết vì binh biến.